# Sipúnculs
Els sipúnculs (Sipuncula, llatí, «petit tub o sifó») constitueixen un petit fílum de cucs marins celomats, no metameritzats que conté només 158 espècies. Tradicionalment s'han considerat un fílum, però basant-se en un treball molecular recent podrien ser en realitat un subgrup del fílum dels anèl·lids.
Els sipúnculs viuen enterrats a la sorra o al llot. Presenten un cos musculós i el primer terç s'aprima en una trompa retràctil. Ponen ous dels que neixen larves trocòfores que duen una vida planctònica fins a transformar-se en adults bentònics.

## Història
La primera espècie d'aquest fílum va ser descrita l'any 1827 pel zoòleg francès Henri Marie Ducrotay de Blainville que la va anomenar Sipunculus vulgaris. Més tard E. Ray Lankester va descriure una espècie que n'està emparentada, Golfingia macintoshii. L'espècimen va ser facilitat per un amic seu, el professor Mackintosh. L'espècimen va ser analitzat per Lankester entre rondes de golf al club de golf de Saint Andrews a Escòcia fet del qual rep el nom l'espècie.

## Característiques
Els sipúnculs són animals vermiformes amb el cos dividit en dues regions, una anterior, protàctil, denominada trompa o introvert, que pot estar cobert d’espines i de ganxos, i el tronc. Amb la trompa evaginada mesuren de 1,5 a 55 cm de longitud. La boca se situa a l'extremitat de la trompa i està envoltada de una corona de tentacles recoberts de cilis vibràtils que creen corrents d'aigua que atreuen les partícules en suspensió de les què s'alimenten. L'anus s'obre a la base de la trompa.
La paret del cos té diverses capes: cutícula, epidermis, derma, músculs, l'epiteli peritoneal, que envolta el celoma, molt desenvolupat que ocupa des de la punta de l’introvert fins a l'extrem posterior del tronc. El sistema nerviós consta d'un cervell dorsal, un collar periesofàgic i un cordó nerviós ventral que emet nervis laterals. L'introvert té moltes terminacions tàctils. El tub digestiu és complet; l’intestí forma una espiral doble, amb una nansa descendent i una altra d’ascendent que acaba en l'anus. Tenen un parell de nefridis que tenen doble funció, excretora i sexual, ja que actuen també en el transport dels gàmetes. Les gònades són simples agrupacions de cèl·lules. Les cèl·lules sexuals cauen al celoma, on té lloc la maduració i surten per nefròpors.

## Història natural
Els sipúnculs tenen els sexes separats i es reprodueixen sexualment amb fecundació externa. Els mascles expulsen a l'aigua els espermatozoides cosa que indueix a la femella a expulsar el òvuls. Tenen desenvolupament indirecte; la segmentació de l'ou recorda força la dels anèl·lids, i origina a una larva trocòfora. La larva fa una metamorfosi, s'allarga, sense cap signe de metameria.

Tots els sipúnculs són marins i són relativament comuns en aigües poc profundes. Molts excaven galeries en fons sorrencs, mentre que d'altres viuen en forats de les roques o dins de conquilles buides com fan els bernats ermitans.

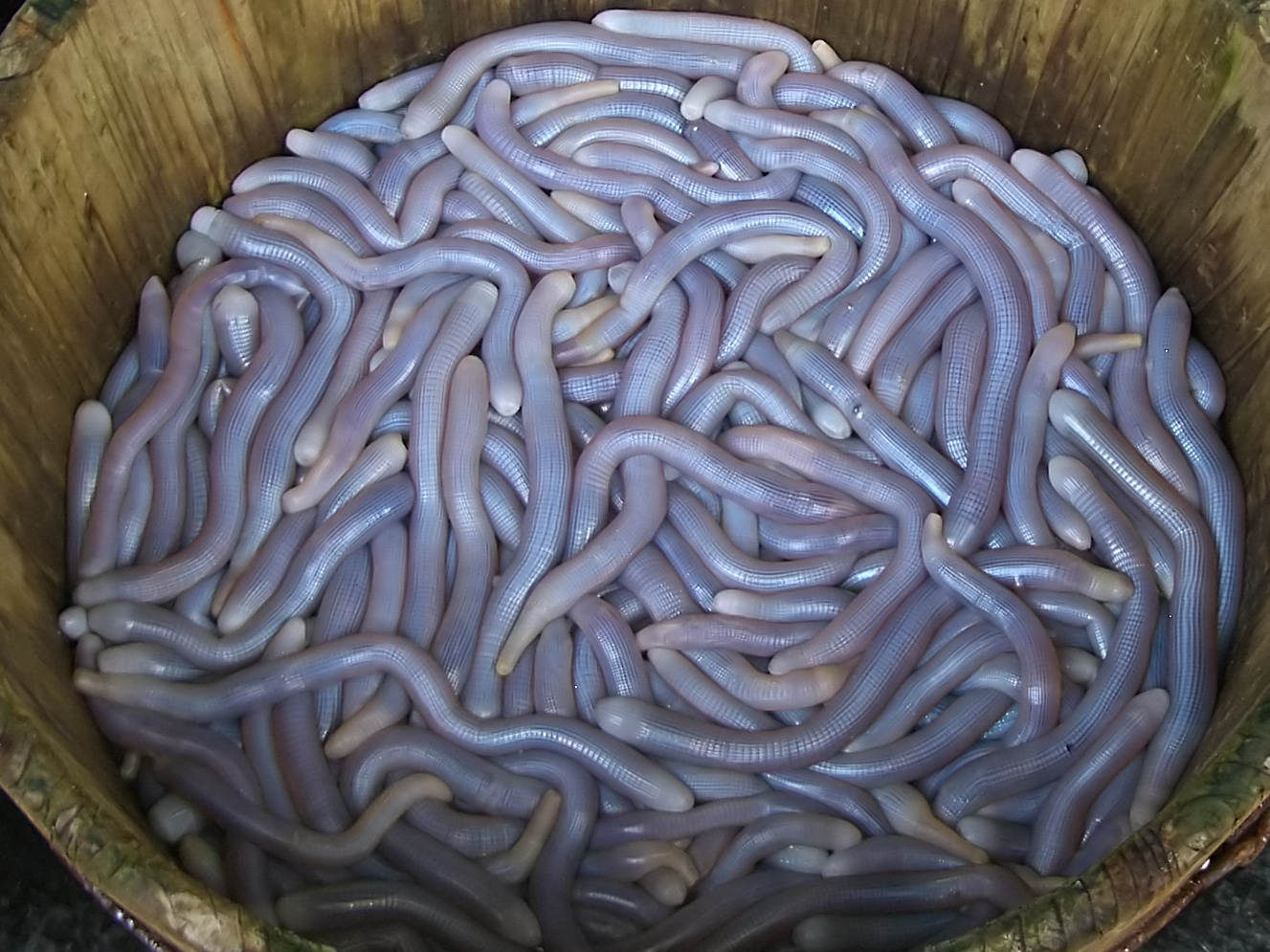
Sipúnculs a la venda en un mercat de Guangzhou (Xina).

## Relació amb els humans
Sipunculus nudus es una espècie ben coneguda pels pescadors de canya dels Països Catalans ja que es molt apreciat com a esquer; se'l coneix amb el nom de "tita".
La «melmelada de cuc sipúncul» (土笋冻) és una delícia de la ciutat de Xiamen a la província Fujian de la Xina i al Vietnam.